# 面點王

面點王

面点王是深圳著名的餐饮企业，是在1996年成立，经营中式快餐连锁店。目前在深圳与广州两地有超过40家的连锁店。面点王的食品以面食为主，具有明显的陕西特色。在以粤菜为主的广东。

## 分店
目前面點王在深圳設有 49 家分店：
羅湖區（10 家）文锦中路分店、翠竹分店、松园分店、洪湖分店、人民桥分店、新园分店、华中分店、万象分店、莲塘分店、春风分店

福田區（19 家）上步分店、燕南分店、巴登分店、新洲分店、福华分店、华强北分店、振华分店、怡景中心城分店、
侨香分店、福民分店、旭飞分店、梅林分店、赛博分店、石厦分店、海康分店、泰然分店、彩田分店、书城分店、广场分店

南山區（9 家）桃源村分店、蛇口分店、南山分店、华侨城分店、后海分店、前海分店、花园城分店、万向岁宝分店、海岸城分店

寶安區（6 家）前进分店、新安分店、宝安分店、龙华分店、佳华分店、港龙城分店

龍崗區（5 家）布吉分店、信义分店、龙翔分店、龙新分店、双龙分店
而在廣州共有 7 家分店：天河區的天河公园店、棠下店、正佳店、友谊店、越秀區的名盛店、人民中店及海珠區的摩登店
東莞則有兩家分店，一家在鳳崗鎮，另一家在長安鎮。